# درغة (إيوان)
درغة (بالفارسية: درگه) هي قرية تقع في قسم زرنة الريفي (مقاطعة إيوان) في إيران.